# Lorentz Walentin Lindegren
Lorentz Walentin Lindgren, född 17 januari 1837 i Söderhamn, död 21 januari 1916 i Falun, var en svensk civilingenjör inom järnvägsbyggande
Efter examen vid Teknologiska Institutet 1858 så började han en tjänst som nivellör - ung. lantmätare - vid statens järnvägsbyggnader. Från 1865 var han anställd vid olika privatjärnvägar som stationsingenjör och arbetschef. Under åren 1890-1894 var han avdelningsingenjör statens järnvägsbyggnader i Norrland. Därefter återgick han till privat tjänst och var bl.a. byggnadschef vid Falun-Västerdalarnes Järnväg 1900-1903.
Lindegren blev riddare av Kungl. Vasaorden 1895.